# Холм'янка (Холм)
Холмський спортивний клуб «Холм'янка» Холм (пол. Chełmski Klub Sportowy Chełmianka Chełm) — польський футбольний клуб з Холма, заснований у 1955 році. Виступає у Третій лізі. Домашні матчі приймає на Міському стадіоні, місткістю 6 000 глядачів.

## Історія назв
- 1955 — Міжорганізаційний спортивний клуб «Старт» Холм;
- 1957 — Міський спортивний клуб «Холм'янка» Холм;
- 1960 — Кооперативний футбольний клуб «Холм'янка» Холм;
- 1961 — Залізничний спортивний клуб «Холм'янка» Холм;
- 1969 — Спортивний клуб будівельної федерації «Холм'янка» Холм;
- 1974 — Робітничо-народний спортивний клуб «З'єдночені» Холм;
- 1976 — Робітничий спортивний клуб «Холм'янка» Холм;
- 1992 — Міський спортивний клуб «Границя» Холм;
- 1999 — ЦГЛС «Холм»;
- 2001 — Холмський спортивний клуб «Холм'янка» Холм.